# Паисий Рилски (монах)
Вижте пояснителната страница за други значения на Паисий.
Паисий Рилски, роден като Георги Епитов Ингелски е български свещеник и компилатор на така наречената Рилска преправка на „История славянобългарска“.

## Биография
Родом през втората половина на XVIII век в семейство Ипелски. На млади години е бакалин в дюкяна на Тано Терзията, но бяга в Русия подгонен от беговете на съседното село Сакарлий, откъдето се завръща в Рилския манастир. В Рилската света обител приема схима. През 1810-е години се завръща в родното Балджиларе, където отваря първото училище през 1810 г. През 1820 г. се установява за постоянно в Рилския манастир, където овладява черковнославянски и гръцки език. Умира след 1825 г.